# 미야지마 히로시
미야지마 히로시(일본어: 宮嶋博史, 1948년 10월 2일~)는 일본의 역사학자이다. 조선의 사회경제사를 주로 연구하였다.

## 경력
1972년 교토 대학 사학과를 졸업하고 1977년 교토 대학 대학원에서 박사과정을 수료했다. 1979년 도카이 대학 문학부 전임강사, 1981년 도쿄 도립대학 인문학부 조교수, 1983년 도쿄 대학 동양문화연구소 조교수로 재직했다. 2002년 성균관대학교 동아시아학술원 교수, 2010년 도쿄 대학 명예교수를 지냈다. 저서로 《양반: 역사적 실체를 찾아서》(1996), 《미야지마 히로시, 나의 한국사 공부》(2013) 등이 있다.